# Ptychadena trinodis
Ptychadena trinodis är en groddjursart som först beskrevs av Oskar Boettger 1881.  Ptychadena trinodis ingår i släktet Ptychadena och familjen Ptychadenidae. IUCN kategoriserar arten globalt som livskraftig. Inga underarter finns listade i Catalogue of Life.